# Capelle-les-Grands
 Capelle-les-Grands  là một xã thuộc tỉnh Eure trong vùng Normandie miền bắc nước Pháp.